# Высоцкий, Кузьма Демидович
Кузьма́ Деми́дович Высо́цкий (по другим данным — Кузьма Дмитриевич Высоцкий) (18 [31] октября 1911, с. Запрудье, Киевская губерния — 4 марта 1940, Ленинград) — Герой Советского Союза.

## Биография

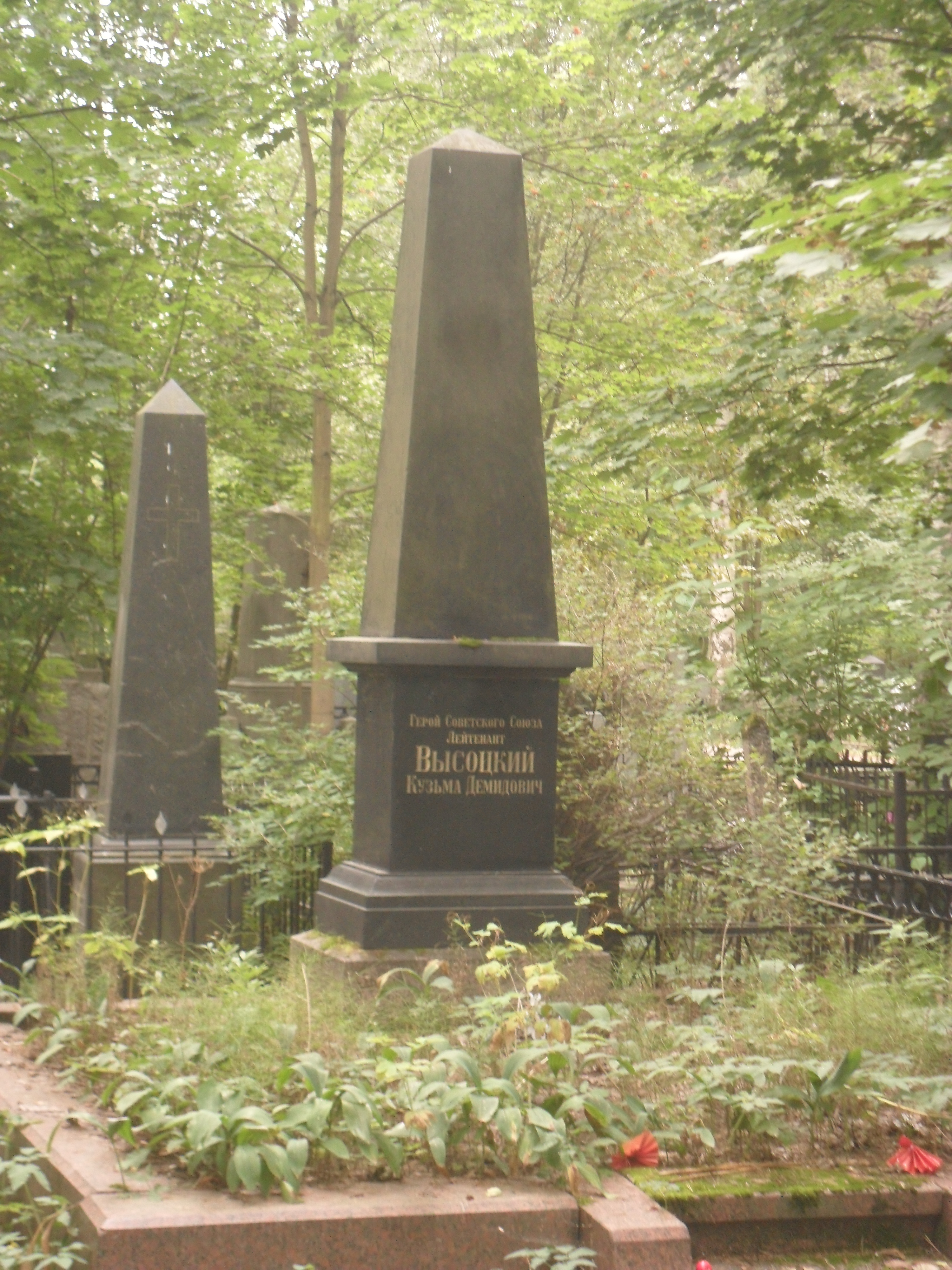
Могила Высоцкого на Богословском кладбище Санкт-Петербурга.

### Прохождение службы вРККА
Участник советско-финской войны 1939—1940 годов, пулемётчик 1-го батальона 68-го стрелкового полка (70-й стрелковой дивизии, 7-я армия), воинское звание — красноармеец.

### Награда
15 января 1940 года красноармейцу Кузьме Высоцкому было присвоено звание Героя Советского Союза «за образцовое выполнение боевых заданий Командования на фронте борьбы с финской белогвардейщиной и проявленные при этом отвагу и геройство», вручён орден Ленина и медаль «Золотая Звезда».

#### Гибель
Тяжело ранен в бою за овладение островом Пукинсаари (Козлиный) 28 февраля 1940 года и умер от ран 4 марта 1940 года в госпитале в Ленинграде. Лейтенант Кузьма Высоцкий похоронен на Богословском кладбище в Ленинграде.

## Память
- В 1948 году в память о герое город Тронгзунд переименован в Высоцк, его именем назван также одноимённый остров, на котором город расположен, а также близлежащий остров Малый Высоцкий (название Высоцкие острова применяется также к Тронгзундскому архипелагу как таковому[8])[9].
- Его именем также названа улица в селе Запрудье и посёлке Чагода.
- Могила Высоцкого является «Объектом культурного наследия РФ»[10].